# Xander Houtkoop
Xander Houtkoop (Amsterdam, 26 maart 1989) is een Nederlands voetballer die doorgaans als linksbuiten speelt.

## Clubcarrière

### sc Heerenveen
Houtkoop werd als D-pupil toegevoegd aan de jeugdopleiding van sc Heerenveen. Tot een definitieve doorbraak kwam het er nooit. Daarom werd hij in het seizoen 2009/10 verhuurd aan FC Emmen.

### FC Emmen
Op 3 juni 2009 werd bekend dat FC Emmen Houtkoop voor één jaar huurde van Heerenveen. Hoewel hij zelf ooit zei: "achter de spitsen voel ik me vrij in het veld en kom ik het meest tot mijn recht", werd hij bij FC Emmen gebruikt op de linkerflank als vleugenaanvaller of aanvallende middenvelder. Na een moeizame start bij Emmen ontwikkelde Houtkoop zich tot een gevaarlijke speler en wekte zo de interesse van Heracles Almelo.

### Heracles Almelo
Op 6 april 2010 werd bekend dat Houtkoop een contract voor twee jaar had getekend bij Heracles. Hij had een aflopend contract bij Heerenveen en kon zodoende gratis worden overgenomen. Na twee invalbeurten kreeg Houtkoop bij de wedstrijd tegen Roda JC voor het eerst een basisplaats.

### Go Ahead Eagles
In de zomer van 2011 verruilde Houtkoop Heracles Almelo voor Go Ahead Eagles. Op 5 augustus van dat jaar maakte hij zijn debuut. In het seizoen 2012/13 promoveerde hij met Go Ahead naar de Eredivisie, na een seizoen waarin hij veertien doelpunten had gemaakt. Op 4 augustus 2013 maakte hij zijn rentree in de Eredivisie en bekroonde dat met een doelpunt.

### ADO Den Haag
In mei 2014 tekende de transfervrije Houtkoop een tweejarig contract bij ADO Den Haag. In januari had hij al aangegeven te willen vertrekken bij de Eagles.

### SC Cambuur
Houtkoop tekende in augustus 2015 een contract tot medio 2018 bij SC Cambuur. Dat lijfde hem transfervrij in nadat hij zijn verbintenis bij ADO Den Haag liet ontbinden. In mei 2016 degradeerde hij met Cambuur uit de Eredivisie.

### Hamarkameratene Fotball
In de zomer van 2018 ging hij starten bij de Noorse club Hamarkameratene Fotball. Hij speelde zeven wedstrijden in de 1. divisjon voor zijn contract bij HamKam eind 2018 afliep. Per september 2019 ging hij bij de amateurs van VV Jubbega in de tweede klasse spelen.

### Clubstatistieken
| Seizoen | Club                    | Competitie     | Competitie | Competitie | Beker | Beker | Internationaal | Internationaal | Totaal | Totaal |
| Seizoen | Club                    | Competitie     | Wed.       | Dlp.       | Wed.  | Dlp.  | Wed.           | Dlp.           | Wed.   | Dlp.   |
| ------- | ----------------------- | -------------- | ---------- | ---------- | ----- | ----- | -------------- | -------------- | ------ | ------ |
| 2009/10 | FC Emmen                | Jupiler League | 35         | 5          | 1     | 0     | —              | —              | 36     | 5      |
| 2010/11 | Heracles Almelo         | Eredivisie     | 6          | 0          | 0     | 0     | —              | —              | 6      | 0      |
| 2011/12 | Go Ahead Eagles         | Jupiler League | 31         | 4          | 2     | 0     | —              | —              | 33     | 4      |
| 2012/13 | Go Ahead Eagles         | Jupiler League | 37         | 16         | 3     | 1     | —              | —              | 40     | 17     |
| 2013/14 | Go Ahead Eagles         | Eredivisie     | 33         | 3          | 1     | 0     | —              | —              | 34     | 3      |
| 2014/15 | ADO Den Haag            | Eredivisie     | 23         | 3          | 1     | 0     | —              | —              | 24     | 3      |
| 2015/16 | SC Cambuur              | Eredivisie     | 20         | 0          | 1     | 0     | —              | —              | 21     | 0      |
| 2016/17 | SC Cambuur              | Jupiler League | 25         | 2          | 4     | 0     | —              | —              | 29     | 2      |
| 2017/18 | SC Cambuur              | Jupiler League | 28         | 5          | 1     | 0     | —              | —              | 29     | 5      |
| 2018    | Hamarkameratene Fotball | 1. divisjon    | 7          | 0          | 0     | 0     | —              | —              | 7      | 0      |
| Totaal  | Totaal                  | Totaal         | 245        | 38         | 14    | 1     | 0              | 0              | 259    | 39     |

Bijgewerkt tot en met het seizoen 2015/16.